# Denis Henrion
|  | Aquest article tracta sobre el matemàtic Denis Henrion. Si cerqueu el matemàtic Clément Cyriaque de Mangin, vegeu «Clément Cyriaque de Mangin». |

|  | Aquest article tracta sobre el matemàtic Denis Henrion. Si cerqueu el matemàtic Pierre Hérigone, vegeu «Pierre Hérigone». |

Denis Henrion   (França, c. 1580 - París, 1632) va ser un matemàtic francès.

## Vida i obra
Poques dades es coneixen del cert sobre la seva vida, fins al punt que alguns autors consideren que era el pseudònim que Clément Cyriaque de Mangin va utilitzar en algunes de les seves publicacions, així com el de Pierre Hérigone, tot i que existeix una controvèrsia sobre qui era cadascun de ells o si eren realment la mateixa persona.
Cajori li atribueix un text titulat Sommaire de l'algebre (1615) publicat en la seva traducció del Elements d'Euclides. També se li por atribuir un tractat sobre L'usage du compas de proportion (1631).